# Amanda Hopmans
Amanda Hopmans (* 11. Februar 1976 in Goirle) ist eine ehemalige niederländische Tennisspielerin.

## Karriere
Amanda Hopmans, die am liebsten auf Sandplätzen spielte, begann im Alter von neun Jahren mit dem Tennis. Auf dem ITF Women’s Circuit gewann sie insgesamt sechs Einzel- und neun Doppeltitel. Auf der WTA Tour erreichte sie im Jahr 2000 in Estoril und Warschau zwei Endspiele.
Sie nahm 2000 an den Olympischen Spielen in Sydney im Einzel teil. Sie verlor ihr Erstrundenspiel gegen María Vento mit 4:6 und 3:6.
Für den TC Blau-Weiss Bocholt spielte sie von 2005 bis 2014 in der 1. und 2. Bundesliga.
Von 1998 bis 2003 spielte sie für die niederländische Fed-Cup-Mannschaft, mit einer Bilanz von 13:7.

## Erfolge

### Einzel
Turniersiege 
| Nr. | Datum          | Turnier   | Kategorie   | Belag   | Finalgegnerin       | Ergebnis      |
| --- | -------------- | --------- | ----------- | ------- | ------------------- | ------------- |
| 1.  | September 1997 | Bukarest  | ITF $25.000 | Sand    | Sandra Klösel       | 4:6, 6:2, 7:5 |
| 2.  | Oktober 1998   | Batumi    | ITF $25.000 | Teppich | Anastassija Myskina | 6:2, 7:5      |
| 3.  | Oktober 1999   | Rhodos    | ITF $25.000 | Sand    | Anna Földényi       | 6:3, 6:0      |
| 4.  | August 2001    | Hechingen | ITF $25.000 | Sand    | Katarina Mišić      | 7:5, 6:1      |
| 5.  | März 2003      | Kairo     | ITF $10.000 | Sand    | Frederica Piedade   | 7:65, 6:4     |
| 6.  | März 2003      | Kairo     | ITF $10.000 | Sand    | Marielle Hoogland   | 6:1, 4:6, 6:4 |

### Doppel
Turniersiege
| Nr. | Datum         | Turnier             | Kategorie   | Belag     | Partnerin           | Finalgegnerinnen                   | Ergebnis      |
| --- | ------------- | ------------------- | ----------- | --------- | ------------------- | ---------------------------------- | ------------- |
| 1.  | Juni 1997     | Barcelona           | ITF $10.000 | Sand      | Kim de Weille       | Katalin Marosi Veronica Stele      | 6:4, 5:7, 6:4 |
| 2.  | Juli 1997     | Getxo               | ITF $25.000 | Sand      | Patty Van Acker     | Alicia Ortuño Hila Rosen           | 7:5, 4:6, 7:5 |
| 3.  | März 1998     | Reims               | ITF $25.000 | Sand      | Daphne van de Zande | Eva Bes Conchita Martínez Granados | 6:4, 6:3      |
| 4.  | August 1998   | Pamplona            | ITF $25.000 | Hartplatz | Eva Bes             | Meike Frohlich Selima Sfar         | kampflos      |
| 5.  | Dezember 1998 | Neu-Delhi           | ITF $75.000 | Hartplatz | Lenka Cenková       | Tina Križan Karin Kschwendt        | kampflos      |
| 6.  | Oktober 1999  | Rhodos              | ITF $25.000 | Sand      | Tathiana Garbin     | Lenka Cenková Alicia Ortuño        | 4:6, 6:0, 7:6 |
| 7.  | Februar 2002  | Rockford (Illinois) | ITF $25.000 | Hartplatz | Giulia Casoni       | Melissa Middleton Brie Rippner     | 6:4 Aufgabe   |
| 8.  | Oktober 2002  | Southampton         | ITF $25.000 | Hartplatz | Dragana Zarić       | Līga Dekmeijere Yvonne Doyle       | 6:2, 6:1      |
| 9.  | März 2003     | Kairo               | ITF $10.000 | Sand      | Marielle Hoogland   | Susanne Filipp Andrea Masarykova   | 7:5, 6:4      |

## Abschneiden bei Grand-Slam-Turnieren

### Einzel
| Turnier         | 1999 | 2000 | 2001 | Karriere |
| --------------- | ---- | ---- | ---- | -------- |
| Australian Open | —    | 1    | 1    | 1        |
| French Open     | 1    | 1    | 1    | 1        |
| Wimbledon       | 2    | 1    | —    | 2        |
| US Open         | 2    | 1    | 1    | 2        |

### Doppel
| Turnier         | 1999 | 2000 | 2001 | 2002 | Karriere |
| --------------- | ---- | ---- | ---- | ---- | -------- |
| Australian Open | 1    | 1    | 1    | —    | 1        |
| French Open     | —    | 1    | —    | 1    | 1        |
| Wimbledon       | —    | 1    | —    | —    | 1        |
| US Open         | —    | 2    | —    | —    | 2        |